# Castro del Condado
Castro del Condado (antes llamado Castro de la Sobarriba o Castro Esquilón) es una localidad española, perteneciente al municipio de Vegas del Condado, en la provincia de León, comarca de La Sobarriba, en la comunidad autónoma de Castilla y León.
Situado en el margen derecho del Río Porma.
Los terrenos de Castro del Condado limitan con los de Barrillos de Curueño y Barrio de Nuestra Señora al norte, Devesa de Curueño al noreste, Vegas del Condado al este, Villanueva del Condado al sureste, Represa del Condado y Villamayor del Condado al suroeste y Santa María del Condado al oeste.
Perteneció a la antigua Hermandad de La Sobarriba.

## Etimología

### Castro del Condado
- Del latín CASTRUM: campamento fortificado. En territorio de lengua castellana quedó principalmente reducido a nombre propio de lugar. Aquí CASTRO DEL CONDADO, que indicaría el Municipio.
- CASTRO: se aplica a una elevación de terreno que antiguamente fue un campamento o Castrum, habitado por celtas o astures en la zona que comentamos. Para defenderse, las fortificaciones estaban en montes. Posteriormente los romanos destruyeron estos castros e hicieron bajar a sus habitantes al llano. En nuestro caso el castro pudo estar en el emplazamiento del actual cementerio, ocupado hasta el siglo XVIII por la Iglesia de San Pedro. Cuando llegó el Cristianismo, hacia el siglo tercero - cuarto, los nombres de las deidades paganos anteriores se cambiaron por nombres cristianos. Suponemos que había un lugar de culto en el castro prerromano que pasó posteriormente al culto cristiano bajo la advocación de San Martino, permaneciendo con este nombre hasta la época moderna que se modificó por el culto a San Pedro, al perder el nombre de San Martino su referencia histórica. Es lógico pensar que originariamente se rindiera culto a un dios como el Marte indígena de los Astures, que coincidía con las características del Marte Galo, un dios muy plurifuncional que no se limitaba solamente a la función guerrera como el posterior Marte Romano, también tenía una función protectora local, frente a todo tipo de daño en relación con la fertilidad de las tierras y las aguas curativas.

- CONDADO : diminutivo de Conde, del latín Comes (compañero). En el bajo imperio romano se aplicó a los nobles que vivían en el palacio y acompañaban al soberano en sus expediciones, y acabó por convertirse en el nombre de un escalón determinado de la jerarquía del feudalismo. Para Javier García Márquez, en su libro El significado de los pueblos de León, Condado, parece referirse al Condado de los Nuñez de Guzmán, con castillo en Vegas del Condado, destruido en el siglo XX.

- CONDADO: También puede tener relación con el vocablo celta CONDATE, que quiere decir confluencia. En la confluencia del río Porma y río Curueño se encuentran las tierras de Castro del Condado.

### Castro de la Sobarriba
Nombre por el que también fue conocido hasta el siglo XIX Castro del Condado. El nombre procede de SUB (sobre) y RIBA, ribera del latín RIPA, margen de una ribera.
En nuestro caso se denomina así a una región que comprende varios pueblos en la meseta comprendida entre el río Porma y el río Torío y que antiguamente comprendía el pueblo actual de Castro del Condado.

### Castro Esquilón
Nombre por el que también se conoció al pueblo de Castro del Condado. Por aquí pasaba el camino real a Asturias y las cañadas generales de la Mesta, por el mismo camino, por lo que seguramente indicaría que fue en un tiempo un lugar especializado en la esquila o corte de las lanas de las ovejas.

## Evolución demográfica
Al ser Castro del Condado un pueblo pequeño no siempre existen cifras y datos objetivos de su evolución demográfica pero se supone que ha participado en los cambios históricos de población evolucionando de forma similar a como lo ha hecho, a través de los siglos, la región y el municipio de los que forma parte. Ningún dato nos permite pensar que haya tenido una evolución excepcional. Por las variaciones regionales inferiremos, cuando no tengamos datos objetivos, las variaciones locales.
Su densidad de población siempre ha debido ser muy baja a lo largo de la historia, con una economía basada en la actividad agropecuaria, tanto ganadería, como de agricultura de secano y en la subutilización de las posibilidades de la agricultura de regadío.
Tanto en la Edad Antigua como en la Edad Media, la densidad de población no ha debido rebasar los 10 habitantes por km², que era según Plinio el Viejo la población del territorio astur. La población resultaría muy similar en el Bajo Imperio romano y en la época visigoda, provocando la conquista musulmana un despoblamiento parcial. Con la Conquista cristiana y repoblación siguiente habría una regeneración hasta el siglo XIII a niveles similares a la época anterior y es posible que como sucedió en toda la región, en el siglo XVI se diera una regeneración demográfica que originó uno de los techos históricos de población. Como dato objetivo de este hecho puede servirnos la decisión de levantar la actual Iglesia de San Miguel y dejar de oficiar los servicios religiosos en la Ermita de San Pedro, debido seguramente al aumento demográfico y mayor pujanza socioeconómica del pueblo.
En el siglo XVI hay datos de que los pueblos de esta zona de León tienen una media de 20-25 casas, se mantiene en el siglo XVIII y principio del siglo XIX. Vegas del Condado, cabeza del Ayuntamiento, tenía el doble, unas 40-50 casas. León unos 6000 habitantes.
En el Catastro del Marques de la Ensenada de 1752, el pueblo contaba con 22 casas y 26 vecinos. Hay en total 66 habitantes de los cuales son 23 adultos, 22 hijos y 21 criados. El coeficiente 4,5 es el más comúnmente empleado, pero su validez depende de que se incluya o no las viudas como vecinos. Si se incluyen como vecinos enteros, como así parece (María de la Puente, viuda. Catalina de Robles, viuda con dos hijos...), la cifra pasaría a ser demasiado elevada.
Los datos de 1826 del Diccionario geográfico y estadístico de España y Portugal de Sebastián Miñano hablan de 48 habitantes. De ser correctas estas cifras, indican una reducción casi de la mitad de su población. A principio del siglo XIX, la población descendió en toda la región y por lo tanto en el pueblo, debido a una epidemia de fiebres tercianas y una caída brutal de las cosechas. El hecho histórico de la Guerra de la Independencia española no lo justificaría por sí solo.
En el año 1847 el Diccionario geográfico-estadístico-histórico de España y sus posesiones de Ultramar de Pascual Madoz indica ya una recuperación demográfica con 15 casas habitadas, escuela y 10 niños, lo que supone unas cifras cercanas a los 70 habitantes. Veinte años después, en 1865 están registrados 23 vecinos, según relación del Ayuntamiento de Vegas del Condado. Los censos de población de Pascual Madoz y Sebastián Miñano de esos años constatan el aumento de población en toda la región, con un alto pero no excesivo porcentaje de jóvenes, escaso número de ancianos, sobre todo octogenarios y dentro de los adultos, un número notablemente mayor de menores de 40 años.
Desde el año 1870 funciona el Registro Civil que permite conocer el número de nacimientos y defunciones y por tanto se puede calcular las tasas de natalidad, mortalidad, crecimiento natural, movimientos migratorios... Posteriormente se conserva en los archivos de los municipios los padrones de habitantes que permite conocer la estructura de población por edades y también la estructura profesional de la población.
El último tercio del siglo XIX está caracterizado por un crecimiento lento con emigración débil y natalidad y mortalidad elevada (crisis demográficas, como en 1883 por un brote de viruela). El primer tercio del siglo XX el crecimiento tiene una aceleración al disminuir la mortalidad. En 1900, Castro figura con 30 viviendas y 159 habitantes (en 1918 la epidemia de gripe española causa la muerte a varias personas en el pueblo). Esta última cifra nos parece algo sobredimensionada, pues da una proporción de 5,3 habitantes por casa, siendo lo habitual de 4,5, como hemos visto anteriormente.
Los años treinta la evolución es perturbada por la crisis y guerra civil, y posteriormente a partir de los años cuarenta existe un crecimiento de la población, que es lento hasta los primeros años de la década de los cincuenta (en 1950 tenemos registradas 167 personas y 35 casas). A partir de ahí se produce el estancamiento y la posterior perdida de población que es general en toda la región y es especialmente fuerte en la década de los sesenta y setenta debido a la emigración de los vecinos hacia zonas industriales.
Esta emigración, coincidente con el despegue industrial del país, no ha tenido un precedente histórico tan fuerte, ha sido única a lo largo de nuestra historia y ha provocado no solo la disminución de población, también ha desarticulado las estructuras demográficas provocando en consecuencia el hundimiento de la natalidad y aumentado el envejecimiento de la población con balance natural negativo. Es interesante recoger que en Castro hay documentos que indican que desde el siglo XVIII existían tejeras lo que supone una pequeña industrialización local especializada, que posiblemente venía de siglos anteriores, y que no pudo sobrevivir a los años sesenta con una presión industrial generalizada.
En 1970, el Municipio de Vegas del Condado había perdido ya por la emigración casi tantos habitantes como la censada en 1940. El mínimo de mortalidad corresponde a los años 50-1955, y posteriormente la mortalidad, inicia un ascenso a medida que aumenta la proporción de ancianos por la emigración de los jóvenes y el hundimiento de la natalidad que es ya a partir de 1965 menor del 10 por mil, con resultado de crecimiento natural negativo. Entre 1966-1970 el decrecimiento es ya superior al 0,5% anual. Igualmente Castro ha visto descender su población en más de la mitad de la que contaba las últimas décadas, (en 1991 cuenta con 63 habitantes y 23 vecinos).
La actividad agrícola y ganadera no necesitará en el futuro aumentar la mano de obra, sino, más bien, lo contrario y la distancia a la capital también es suficiente (25 km), para no hacer compatible el trabajo en la ciudad con la residencia en el pueblo, y quienes trabajan en León se han hecho vecinos de la ciudad y la población sigue disminuyendo. La fecha de extinción como pueblo de vecinos y comunidad agrícola no parece en principio muy lejana.
Se ha iniciado en los años 80-90 un fenómeno también único en nuestra historia que puede hacer regenerar al pueblo pero de otra forma. Se trata de mantener el pueblo como lugar de segunda residencia temporal y más a menudo estacional. Los vecinos e hijos de los vecinos que emigraron, arreglan nuevamente las casas las mejoran o levantan otras nuevas para pasar en ellas las vacaciones, multiplicando la población de forma estacional a lo largo del año en dos o tres veces a la actual.

## Geografía local

### Geología
La ribera del Duero forma parte de la Meseta que es un viejo bloque paleozoico plegado en la orogénesis herciniana. La Ribera estaría entre el Norte de la Provincia que es la Montaña y el interior de la cuenca del Duero.
Castro pertenece a la ribera del Porma–Curueño, que se distingue de las demás riberas (del Esla, del Céa, Torío etc.) por carecer de unidad histórica, pero todas, presentan como rasgos comunes: la población concentrada en las riberas, el tener importantes y extensos montes comunales y un marcado carácter rural con predominio de la actividad agropecuaria. Tiene también la particularidad de ser un pueblo limítrofe, “colgado” entre la ribera y las terrazas de la Sobarriba.
Referente al terreno, está en los límites meridionales de la facies roja, donde los sedimentos miocénicos se van haciendo progresivamente más finos y su coloración va cambiando de rojiza a ocre o amarillenta.
La carretera León – Santander que finaliza en Barrio, puede servir de límite entre las lomas que forman el borde sudoriental de la llamada raña de Campicera y la comarca de la Sobarriba.
Las terrazas y glacis de Santa María, surcada de norte a sur por el arroyo Reguerón, dominan la ribera del Porma y en uno de sus límites, en el borde de una terraza entre 20-70 metros sobre el río se encuentra el pueblo de Castro del Condado. En estas terrazas los arroyos corren perpendiculares a la ribera del Porma, formando pequeños valles como el primer y segundo valle de nuestro “monte”.

### Fisiografía y paisaje
Rasgos generales de la Ribera:
Las riberas del Curueño y Porma discurren de norte a sur y les caracteriza su considerable altura. El punto más alto entre ambos ríos es la Peña del Rollo, con 1337 metros. El Curueño entra en la meseta a 1020 metros de altura (Valdepielago) y el Porma a 980 m. en Boñar.
A partir de Ambasaguas hasta su confluencia con el Esla en Rodero, la pendiente es suave, del orden de los dos metros por km. mientras que en el valle del Curueño, era de cuatro metros por km.
Vegas se encuentra a 861 metros de altitud. Devesa a 868 m. Ambasaguas a 876 m. En cuanto a las poblaciones cercanas de la ribera del Curueño tenemos: Santa Colomba a 918 m s. n. m., Barrillos 901 m. y Castro a 900 m.
El Porma en línea con Castro se encuentra a 860 metros de altitud. El monte San Pedro a 916 m s. n. m. y la laguna grande, (posiblemente el punto más elevado del término de nuestro pueblo) se encuentra a 951 metros de altitud.
El valle del Porma es amplio y a partir de Ambasaguas tiene de 2,5 a 3,5 km de ancho, formando un valle disimétrico que es general en los ríos y riberas principales de la región, con una ribera de márgenes con terrazas escalonadas y otra vertiente abrupta.
La disimetría resulta del desplazamiento lateral del cauce hacia el pie de la vertiente de su margen izquierda, que es abrupta (monte de Vegas), de modo que la terraza baja solo se conserva en las márgenes occidentales (donde se encuentra Castro del Condado.).
En su origen ambas riberas son estrechas, El Porma desde Vegaquemada a Lugán rara vez alcanza los 500 m de anchura y a veces menos de 300. El Curueño aumenta gradualmente su valle desde la Cándana (500 m) a más de 1 km a partir de Santa Colomba.
En resumen, a medida que se encajan los ríos Curueño y Porma en los valles fluviales, se van desplazando hacia el Este geográfico, resultando una distribución de terrazas y glacis desigual en ambas márgenes, con vertientes no simétricas.
Se ha formado un número elevado de terrazas escalonadas teniendo la de Santa María una altitud relativa de 70 a más de 100 metros y Castro queda “colgado” entre 20-70 metros de altura. La formación de estas terrazas escalonadas son consecuencia de las oscilaciones climáticas del periodo cuaternario.
En los valles Norte-Sur como los del Curueño y Porma, los vientos del oeste acumularon la nieve en la vertiente orientada al este y la barrieron en la expuesta al oeste. Debido a la permanencia diferente de la nieve en las dos vertientes actuaron procesos morfogenéticos diferentes, cuyos resultados están a la vista en la actualidad.

### Climatología
El clima de Castro es el que corresponde al norte de la meseta de León, con matices propios pues está algo dulcificado en cuanto a temperatura por situarse en una “solana” al abrigo de las terrazas superiores. Es común en toda la península el predominio de la circulación del Oeste, la distribución estacional de las presiones atmosféricas, el carácter frontal de las precipitaciones y el ritmo anual de las temperaturas. Tiene una media anual de temperaturas baja, entre 10-20 °C., con veranos cortos y frescos e inviernos largos que se encuentran entre los más crudos del país, a excepción de la alta montaña. No obstante los contrastes térmicos entre verano e invierno son menos acusados que en el interior de la meseta. El mes más frío es enero con media de 4 °C. Algunos años puede ser más frío diciembre, pero al estar cerca la montaña es más frecuente que se desplace a febrero. El más caluroso es julio con temperaturas medias de 18 a 22 °C.
Las precipitaciones presentan un mínimo estival muy acentuado propio del clima mediterráneo húmedo, pero también al estar próximas las montañas del norte, que son más húmedas en verano, hace que la sequía estival se acorte. Esto parece acentuarse en las últimas décadas al disminuir el cultivo de cereales y aumentar las masas de arbolado y bosques en torno al pueblo.

#### Circulación atmosférica
Es bien conocida en toda la península, se caracteriza por la actividad del anticiclón de las Azores y las borrascas atlánticas del frente polar. Ambas traen aire de procedencia oceánica: tropical o polar, pero la humedad no penetra en el interior debido a las altas montañas del norte y oeste y por eso el clima es más de tipo continental como en la Meseta. Los días despejados corresponden al tiempo anticiclónico y los cubiertos a los ciclónicos y en invierno con niebla también a los anticiclónicos.
En verano el anticiclón de las Azores avanza hacia la península, y aumenta entonces la presión media estival produciéndose mínimas precipitaciones, poca nubosidad y días de lluvia con baja humedad relativa. Al replegarse el anticiclón de las Azores, disminuye la presión que alcanza el mínimo hacia noviembre, permitiendo que se acerquen las borrascas del frente polar aumentando las precipitaciones a lo largo del otoño. Septiembre es el mes más seco por el predominio del anticiclón del verano, pero al finalizar el mes (recordar S. Miguel) y principalmente en octubre, comienzan las lluvias, siendo noviembre el mes más lluvioso del año. Diciembre y enero son más variables por nuevo aumento del anticiclón, pudiendo alternar entonces inviernos suaves con otros más crudos.
En febrero la presión vuelve a descender y se mantiene hasta mayo por debajo de la media teniendo marzo los valores más bajos o profundos de todo el año. Esto provoca nuevas lluvias que no superan a las del invierno y duran menos días, posiblemente por no poder calentarse el agua del mar y no alcanzar la humedad relativa que consigue en invierno. (Humedad relativa de primavera 63,7%, de otoño 70,6% y de invierno 82%).
Las precipitaciones que son más débiles de febrero a junio, tienen un máximo secundario en el mes de mayo.
En marzo, comienza la primavera. La media mensual rebasa ya los 6 grados de temperatura y aunque sea un año frío, rebasa la media de febrero. En abril se mantiene el ascenso de la temperatura y en mayo, por el contrario, la desviación respecto a la media alcanza su máximo, pudiendo haber en este mes una ola de frío con heladas, y si el año es cálido puede parecer un mes veraniego.
En junio comienza el verano pero solo excepcionalmente se alcanza los 20 °C de temperatura media. El verano propiamente dicho es corto y fresco solo julio y agosto rebasa los 20 °C de media.
En septiembre comienza el otoño con temperaturas cercanas a los 20 °C de media, desciende rápidamente en octubre a 8-14 °C. y en noviembre son ya casi invernales oscilando entre 3 y 10 °C.
El invierno es largo con 4-5 meses de temperatura media inferior a 6 °C, siendo lo habitual la frecuencia e intensidad de las heladas, que no serán perjudiciales para la agricultura por el reposo de la vegetación entre noviembre y febrero. Las heladas son peligrosas en la primavera abril o mayo, cuando se presentan temperaturas por debajo de los 0 °C, después de periodos con temperaturas más suaves. Diciembre, enero y febrero concentran el 70 a 80% de las nevadas, que a nivel de Castro son de menos de 10 días al año.
NUBES.- El clima es bastante nuboso con una media de 196,8 días (más de la mitad del año) y los días cubiertos 90,9, son más que los despejados (77,5). Estos son más frecuentes en verano con 463,5 horas de sol en julio, un 81% de la insolación posible. El mes más nuboso es diciembre con 60 horas de sol, 39% de la insolación posible. El mes más cubierto es marzo (11,6 días) y en la primavera se dan el mínimo de días despejados.
ROCIO Y ESCARCHA.-El número de días de escarcha está en relación con los días de heladas y son más de 70 al año. El rocío es más frecuente en primavera y otoño, en invierno hay escarcha y en verano la baja humedad relativa impide esta conversión.

## Referencias bibliográficas

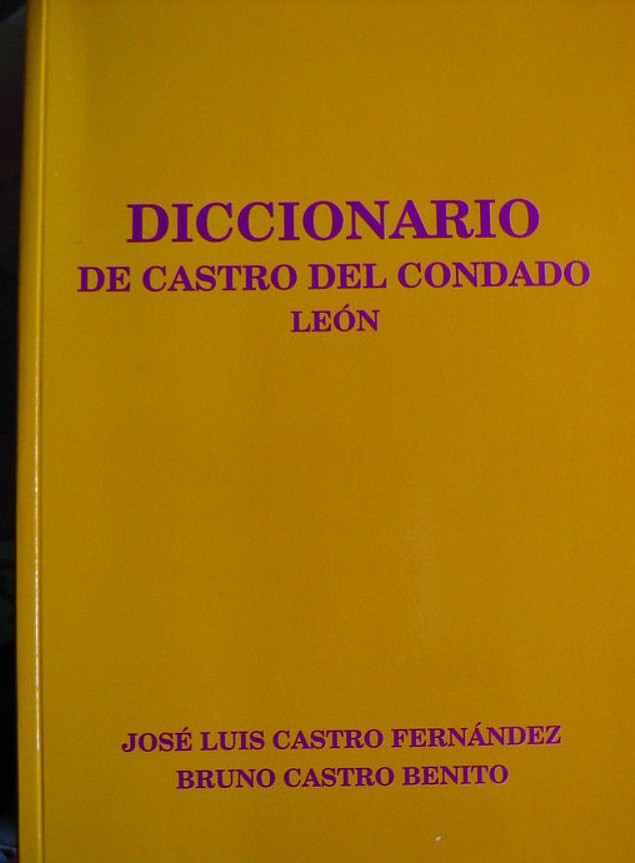
Diccionario de castro del Condado.

### Hidrografía e hidrología